# دوردی بایراموف
دوردی بایراموف (معنی ترکمنی بایرام ـ «جشن» است) (زادهٔ ۱۴ آوریل سال ۱۹۳۸، بایرام علی، جمهوری ترکمنستان ـ درگذشتهٔ ۱۴ فوریه سال ۲۰۱۴ عشق آباد، ترکمنستان) نقاش، معلم و عکاس ترکمن، روسی و کانادایی بود. او عضو معتبر آکادمی هنری جمهوری قرقیزستان سال ۱۹۹۸، نقاش ملی ترکمنستان سال ۱۹۹۱، کارگر مفتخر هنر جمهوری شوروی ترکمن سال ۱۹۸۰؛ دارنده مدال ریاست جمهوری ترکمنستان برای میهن‌پرستی «و اتانا بولان سویگوسی اوچین» سال ۲۰۰۸، دارنده جایزهٔ کومسومول لنین جمهوری شوروی سال ۱۹۷۱ و جایزهٔ کومسومول لنین جمهوری ترکمنستان شوروی سال ۱۹۶۵ بوده‌است.
بایراموف خالق بیش از ۵۰۰۰ آثار نقاشی، گرافیک و عکس است.

## زندگی‌نامه
دوردی بایراموف ۱۴ آوریل سال ۱۹۳۸ در شهر بایرامعلی در جمهوری ترکمنستان شوروی سابق به دنیا آمد. دوردی، در اوایل دوران کودکی یتیم شده و در پرورشگاه شهر قیزیل آروات (شهر سردار) بزرگ شد.
بایرامف در سال ۱۹۵۴ وارد هنرستان نقاشی به نام شتا روستاولی در شهر عشق آباد می‌شود.
معلمان گنادی یاکوفلویچ بروسنِتسوف و آیهان خاجیف استعداد دوردی را فوراً تشخیص دادند و طی تمام دوران آموزشی هنرمند مشتاق را در آرزوهایش حمایت می‌کردند. در نتیجه بین بروسنِتسوف و بایراموف دوستی قوی به وجود آماد. دوردی بروسنِتسوف را به عنوان معلم اصلی اش در نظر می‌گرفت و در تشکیل دادن نمایشگاه‌های شخصی او شرکت می‌کرد و سه پرتره مهم استادش را کشیده بود.
بایراموف همیشه به نیکی از استادش یاد کرده می‌گفت: «گِنادی بروسِنتسوف معلم اول من و برای من یک پدر بود."
در سال ۱۹۵۹ بایراموف وارد (م.گ.آ.خ. ی) دانشکده دولتی آکادمی هنر به نام سوریکوف شهر موسکو می‌شود. او در کارگاه نقاش مشهور ملی شوروی د.ک. موچالسکی هنر را یادمی‌گیرد. بایراموف می‌گفت: «در مدت فراگیری من در موسکو، استاد دمتری موچالسکی آموزش خوب، حکمت و قوی در من به جا گذاشت".
دوردی نقاش ترکمن و روسی شد که مدرسه نقاشی روسی را خوب یادگرفته بود تا یک روز کشور خود را مشهور کند. در حال حاضر شاهکارهای نقاش ترکمن در کنار نقاشی‌های معلمانش گ.یا. بروسنتسوف و د.ک. موچالسکی در گالری دولتی ترِتیاکوف قرار دارد.
بعد از اتمام دانشکده به نام سوریکوف در موسکو، دوردی به شهر خودش بازگشت. نقاشی‌های اول بایراموف که در زمان تحصیل در هنرستان و دانشکده کشیده بود توجه بینندگان و کارشناسان را جذب کرد. به زودی او به عنوان یک نقاش حرفه‌ای مشهور شد: دوردی را در سال ۱۹۶۵به اتحادیه نقاشان اتحاد جماهیر شوروی پذیرفته شد. او در نمایشگاه‌های نقاشی در سر تا سر کشور که در شهرهای عشق آباد و موسکو برگزار می‌شدند شرکت می‌کرد و در هنرستانی که تحصیل کرده بود تدریس می‌کرد.
بایراموف در سال ۱۹۶۶ با دنیاقزل (قزل) ایلیاسوفا ازدواج کرده بود و دنیاقزل تنها همراه زندگی دوردی شد. بایراموف می‌گفت: «من از خانوم خودم قزل سپاسگزاری می‌کنم چون برای من چهار دختر زیبا به نامهای بهار، جمال کیئک و سولگون را اهدا کرد و از اینکه بهترین دوستم و پشتیبانم بود تشکر می‌کنم». دوردی یک سری نقاشی «قزل» که از ۵۳ پرتره گرافیک و ۴ نقاشی گلدار عبارت است به او احتصاص داد.
از سال ۱۹۶۸نقاش به دور دنیا سفر می‌کرد و تحت تأثیر تصورات دریافت شده در ذهن دوردی ایده‌های وسبک‌های جدید وخلاقیت های به وجود آمد. بایراموف می‌نوشت: «من تمام عمرم تحت تأثیر شدید عالی‌ترین استادهای نقاش مثل تیتسیان، اِل گرِکو، سورباران، رمبرانت هستم». من به‌طور مداومدر حال سفر می‌باشم، در موزه‌ها شاهکارهای استادان عالی را مطالعه می‌کنم و از همکاران مستعد و خوش ذوق تکمیل کردن مهارت نقاشی خودم را یادمی‌گیرم.
طی ۵۵ سال فعالیت خلاق، نقاشی‌های بایراموف در بیش از ۱۰۰ نمایشگاه شخصی و گروهی در سراسر جهان به نمایش گذاشته شد. اولین نمایشکاه‌های شخصی وی در سال ۱۹۸۱در جمهوری دموکراتیک آلمان، که در حال حاضر آلمان (برلین)است و در سال ۱۹۸۶ در بوداپشت، مجارستان او را نه تنها در اتحاد جماهیر شوروی بلکه در کشورهای اروپا هم مشهور کرد. در سال ۲۰۱۲ بایراموف به کانادا آمد و همان‌جا یک سری نقاشی به نام «پاییز کانادا» به وجود آورد. دوردی بایراموف در روز۱۴ فوریه ۲۰۱۴ در سن ۷۶ سالگی وفات یافت. امروز نژاد بایراموف را وارث‌های اوـ چهار دختر و هفت نوه اش ادامه می‌داهند.
ژانر اصلی خلاقیت دوردی بایراموف پرتره روانی شد، که در ترکیب آن بهترین سنت آموزشگاه ترکمن و درس‌های رئالیسم کلاسیک استادان، نوآوری امپرسیونیست‌ها بود. نقاش، فلسفه‌ای که چندین فرهنگ را می‌پیوست در نظر می‌گرفت و توانست شخصیت هرانسان را در پرتره‌ها منعکس کند. اوج مهارت پرتره‌های بایراموف «سری پرتره‌های کارگران برجسته فرهنگ و شخصیت‌های تاریخی ترکمنستان» شد و این سری در جهان منحصر به فرد است. شامل آن ۱۵۰ پرتره معاصران او و نماینده گان روشنفکران ترکمن پایان قرن ۲۰ـ آغاز قرن ۲۱ هستند.
غیر از پرتره‌ها نقاشی‌های مناظر و اشیاء بی جان که رنگ‌های ملی فرهنگ ترکمن و ثروت طبیعی سرزمین ترکمن را منعکس می‌کنند شایان توجه می‌باشند. همین‌طور نقاش کشیدن گل‌های وحشی که در دامن کوه کوپت داغ رشد می‌کنند و میوه‌ها در پس زمینه فرش‌ها و قلیم‌های ترکمن را محصوصاً دوست می‌داشت. تصویر «سرمزمین صلح‌آمیز» (۱۹۶۹) به عنوان مثا ل کلاسیک نقاشی چشم‌اندازترکمن به رسمیت شناخته شد. در همان زمان طی مسافرت‌های خلاق خود، نقاش فرهنگ‌های کشورهای روسیه، هلند، بلژیک، آلمان، کانادا، هندوستان، ژاپن، تایلند، ترکیه مالدیو و امارات متحد عربی را در نقاشی‌های خود ابراز کرده‌است.
بایراموف خودرا درهنرعکس نیز به وضوح نشان داد. اما هرگز خودش را به عنوان یک عکاس حرفه‌ای احساس نمی‌کرد و هدف او نشان دادن عکس‌هایش به مردم نبود. تنها پس از درگذشت وی از طرف بنیاد هنری دوردی بایراموف با حمایت سکوشیابانک در چهارچوب کونتاکت فوتوگرافی فستیوال نمایشگاه عکاسی تحت عنوان «از دیدگاه دوردی بایراموف: زندگی در روستاهای ترکمن در سالهای ۱۹۸۰–۱۹۶۰» تشکیل داده شد.
در ماه مه سال ۲۰۱۵ بازدیدکنندگان بیش از ۸۰ عکس بایراموف برای اولین بار تماشا کردند. به مناسبت نمایش این کاتالوگ عین عکس‌ها از طرف بنیاد بایراموف و با کمک بخش تاریخ فرهنگ آسیا دانشکده اسمیتسون در واشینگتن در آمریکا منتشر شد.

## میراث
بایراموف، برای آموزش و پرورش نسل نقاشان جوان زمان زیادی صرف کرده‌است. او در هنرستان تدریس می‌کرد و به دانشجویانی که مشکلات مالی داشتند کمک می‌کرد. بایراموف مشتاق آموزش هنر بود، به خصوص برای نسل جوان که هدفشان وقف کردن زندگی خود به هنر بود.
در سال ۲۰۱۵ یکی از دختران نقاش بایراموف به اسم کیئک، به منظور حفظ میراث پدر(۱۴)خود، سازمان اجتماعی، غیرانتفاعی را که بنیاد هنری به نام دوردی بایراموف است، تشکیل داد.
امروز این بنیاد، در موزه دوردی بایراموف یک سری از برنامه‌های آموزشی ماننده سخنرانی‌ها و سمینارها و رویدادهای فرهنگی را توسعه و پیاده می‌کند. همچنین به نقاشان با استعداد کمک مالی می‌نماید و در برگزاری نمیشگاه هایشان حمایت می‌کند.
علاوه بر این به مجموعه‌ای از آثار نقاش، کتابخانه‌ای با بیش از ۶۰۰۰ جلد کتاب در رابطه با هنر موجود است که از طرف خود دوردی بایراموف جمع‌آوری شده. این کتاب‌ها به اواخر قرن ۱۹ و آغاز قرن۲۰ تعلق دارند.
در حال حاضر آثار دوردی بایراموف در مجموعه‌های خصوصی سراسر جهان و در سازمان‌های فرهنگی و موزه‌های زیر نگهداری می‌شوند:
ـ موزه دوردی بایراموف، تورونتو، کاناد
ـ موزه هنرهای نقاشی، عشق آباد، ترکمنستان
ـ گالری دولتی ترتیاکوف، موسکو، روسیه
ـ وزارت فرهنگی روسیه، شهر موسکو ـ گالری شهردرسدن، آلمان
موزه هنرهای نقاشی شهر بالکان آباد، ترکمنستان
ـ موزه هنرهای نقاشی شهر مرو، ترکمنستان
ـ موزه هنرهای نقاشی شهر ترکمن آباد، ترکمنستان
ـ موزه هنرهای نقاشی جمهوری کارلی، پتروزاودسک، روسیه
ـ آکادمیه ملی نقاشی جمهوریه قرقیزستان به نام ت. صادیکوف، شهر بیشکک، قرقیزستان
ـ موزه هنرهای نقاشی کومسومولسک بر آمور، روسیه

## ادبیات
۱- بایراموف دوردی. نقاشی در نیمه دوم قرن ۲۰، موسکو، گالری ترتیاکوف سال ۲۰۱۳. چاپ۷، کتاب ۷ تعداد صفحات
۲- Durdybayramov.com سایت رسمی دوردی بایراموف.
۳- بایراموفا ک. پونتسیودن ر. بالایوا ج. از دیدگاه دوردی بایراموف: زندگی روستاهای ترکمن، سال‌های ۱۹۶–۱۹۸۰. تورونتو، انتاریو، بنیاد هنری دوردی بایراموف و وشینگتون، د.ک. برنامه تریخ فرهنگ آسیا، دانشکده اسمیتسونیان -۱۲۷ص. - آی سی بی ان ۴-۱-۹۷۸۰۹۹۳۹۴۴۳
۴- اوغول آباد م. آغالیف ک. کاتالوگ آثار تصویری و گرافیک برای نمایشگاه سالگرد تولد نقاش ملی ترکمنستان دوردی بایراموف: ۷۰سالگی نقاش. دبی. سال ۲۰۰۸- تعداد صفحات

## نمایشگاه‌های انفرادی
- سال ۲۰۱۶ دوردی بایراموف، تورونتو، کانادا «روزهای موسیقی کلاسیک ترکمن در کانادا» مرکز اسماعیلی، تورونتو
- سال ۲۰۱۶ دوردی بایراموف، عشق آباد، ترکمنستان. دانشکده حمل و نقل و ارتباطات دولتی ترکمن با حمایت وزارت فرهنگ، وزارت آموزش و پرورش و موزه‌های عشق آباد (در چهار چوب رویداد اشتراک) تحت نام "سال افتخار میراث، تبدیل میهن" ۲۶
- سال ۲۰۱۶ دوردی بایراموف، واشینگتن، منطقه کلمبیا
- نوامبر سال ۲۰۱۵ واشینگتن، آمریکا (نمایشگاه به مناسبت روز استقلال ترکمنستان با حمایت بانک جهانی و سفارت ترکمنستان در واشینگتن، آمریکا)
- سال ۲۰۱۵ کانادا، نمایشگاه عکس و نقاشی دوردی بایراموف تحت عنوان "از دیدگاه دوردی بایراموف:زندگی در روستاهای ترکمن، سالهای ۱۹۶۰–۱۹۸۰" اولین بار درجهان نمایشگاه عکس دوردی بایراموف)
- دوردی بایراموف، سال ۲۰۱۴ تورنتو، کانادا. نمایشگاه نقاشی و گرافیک به نام "زندگی من متعلق به هنر و هنر متعلق به مردم است".
- سال ۲۰۱۳ شهر عشق آباد، ترکمنستان، نمایشگاه دوردی بایراموف به مناسبت ۷۵ سالگی دوردی بایراموف.
- سال ۲۰۰۸ دوردی بایراموف، عشق آباد، نمایشگاه به ۷۰ سالگی دورردی بایراموف اختصاص داده شد.
- سال ۲۰۰۳ دوردی بایراموف، عشق آباد، ترکمنستان
- سال ۲۰۰۰ دوردی بایراموف، موزه ملی هنر روسیه، کیف، اوکراین
- سال ۱۹۸۶ دوردی بایراموف، بوداپشت، مجارستان
- سال ۱۹۸۶ دوردی بایراموف، عشق آباد، ترکمنستان. " عشق آبادـ کهنه اورگنج"
- سال ۱۹۸۶ دوردی بایراموف، عشق آباد، ترکمنستان
- سال ۱۹۸۴ دوردی بایراموف، اولیانووسک، روسیه
- سال ۱۹۸۱ دوردی بایراموف، برلین، جمهوری دموکراتیک آلمان
- سال ۱۹۸۰ دوردی بایراموف، مسکو، روسهه
- سال ۱۹۷۸ دوردی بایراموف، عشق آباد، ترکمنستان
- سال ۱۹۷۵ دوردی بایراموف، کیف، اوکراین
- سال ۱۹۷۰ دوردی بایراموف، عشق آباد، ترکمنستان. هندوستان
- سال ۲۰۰۹ برنده دیپلم اتحادیه نقاشان ترکمنستان به نام ب. نورعلی.
- سال ۲۰۰۸ مدال برنز جمهوری ترکمنستان «برای عشق به وطن».
- سال ۱۹۹۸ به عنوان عضو معتبرآکادمیه هنری قرقیزستان.
- سال ۱۹۹۱ عنوان افتخاری «نقاش ملی ترکمن» اختصاص داده شد.
- سال ۱۹۸۴ جایزه دوم و برنده دیپلوم مسابقه به مناسبت ۶۰ سالگی تشکیل جمهوری ترکمنستان شوروی وحزب کمونیست.
- سال ۱۹۸۰ عنوان افتخاری «کارگر مفتخر جمهوری ترکمنستان شوروی» احتصاص داده شد.
- سال ۱۹۷۸–۱۹۷۹ جایزه دوم و برنده دیپلوم مسابقه آثار نقاشان جمهوری ترکمنستان شوروی.
- سال ۱۹۷۵ جایزه سوم و برنده دیپلوم مسابقه کل اتحادیه تحت عنوان «پرتره زن»، مسکو، اتحاد جماهیر شوروی.
- سال ۱۹۷۴ مدال طلای و د ن خ (نمایشگاه دستاورهای اقتصاد ملی) اتحادیه جماهیر شوروی.

## لیست جوایز
- گواهی افتخار شورای عالی و شورای وزیران جمهوری ترکمنستان شوروی.
- جایزه دوم و برنده دیپلوم مسابقه آثار نقاشان، به مناسبت پنجاهمین سالگرد تشکیل جمهوری ترکمنستان شوروی.
- سال ۱۹۷۲ عنوان برنده جایزه کومسومول لنین اتحاد جماهیر شوروی گماشته شد.
- جایزه دوم و برنده دیپلوم مسابقه آثار نقاشان جوان اتحاد جماهیر شوروی.
- سال ۱۹۷۰ جایزه کومسومول لنین جمهوری ترکمنستان شوروی اهدا شد.
- سال ۱۹۶۵ مفتخربه گواهینامه شورای عالی جمهوری ترکمنستان شوروی.